# Teanum Apulum
Teanum Apulum o Tiati in epoca preromana o Civitate in epoca imperiale e medievale, è il nome latino dell'antica città apula ubicata sulle colline attigue alla riva meridionale del fiume Fortore. Il sito ricade amministrativamente nell’attuale comune di San Paolo di Civitate, in provincia di Foggia.
La città è stata un centro nevralgico per svariati secoli, come testimoniato dai rinvenimenti archeologici di cui oggi sono visibili i resti di un anfiteatro di epoca romana, la Torre di Civitate del periodo bizantino ed i reperti presenti nel museo civico archeologico di San Paolo di Civitate e nel museo archeologico nazionale di Taranto. Molto ricca anche la presenza di monete, soprattutto antecedenti al 300 a.C., sulle quali sono incise legende in lingua osca. È altresì nota perché fu la località dove si verificò la battaglia di Civitate del 18 giugno 1053 tra i Normanni e le truppe guidate da Papa Leone IX.

## Territorio
Situata in una posizione strategica che ne ha determinato l’importanza, Teanum Apulum dominava la valle del fiume Fortore che all’epoca era navigabile, come testimoniato da Plinio (N. Hist. III, 103), che lo definisce flumen portuosum Fertor, oltre che dai ritrovamenti archeologici nei pressi della sua foce dove era presente uno scalo commerciale che faceva capo a Tiati prima e Teanum Apulum poi.
Dalla sua posizione di favore l’insediamento controllava la costa adriatica fino alle Isole Tremiti, gli accessi da nord e da ovest, nonché la pianura orientale che si estende fino alle pendici del promontorio garganico. 
La prossimità ad una delle poche anse transitabili del fiume Fortore ha reso questo centro crocevia di importanti strade di comunicazione come la Via Litoranea e il Regio Tratturo L’Aquila-Foggia. Caratterizzato da svariate espansioni e ridimensionamenti nel corso della sua storia, nella sua massima estensione l’area afferente ai vari insediamenti che si sono succeduti risulta insistente presso le località Coppa Mengoni, Pezze della Chiesa, Piani di Lauria, Mezzana, Marana della Difensola ricadenti attualmente nell’agro del comune di San Paolo di Civitate.

## Storia

### Periodo preromano: Tiati
L'abitato di Tiati (nella dicitura originaria dauna) o Teate (in quella osca) fu uno dei più importanti insediamenti della Daunia fondato nel IX secolo a.C. Grazie alla sua posizione di confine stabilì profondi e proficui contatti culturali e politici prima con gli Etruschi di Capua, poi con i Sanniti che, probabilmente, assunsero il controllo del centro, come dimostra il ritrovamento di numerose monete della zecca di Tiati con legenda in osco. Gli insediamenti erano sviluppati in forma sparsa con nuclei di capanne ed in prossimità aree adibite a svolgere attività agricole e di allevamento.
Le informazioni sull'insediamento di Tiati relative all'Età del Ferro e alla successiva fase arcaica sono legate quasi esclusivamente a ritrovamenti di oggetti in bronzo e in vasi geometrici dauni, provenienti da tombe (VIII/VII sec. a.C.), cui si aggiungono alcuni frammenti di stele daune. 
Fino al V secolo a.C. Tiati sembra inserita ancora completamente nella cultura dauna, ma già da tempo nella comunità doveva essere incominciata una progressiva infiltrazione da parte di popoli di lingua osca, che avrebbero assunto il controllo della città nella seconda metà del IV secolo.
Nel corso della seconda guerra sannitica, mentre Arpi combatteva contro i Sanniti come alleata dei Romani, Tiati si oppose a loro fino a che non fu costretta ad arrendersi nel 318 o 317 a.C., anno in cui si legò a Roma con Foedus iniquum. 
Tra la fine del IV e gli inizi del III sec. a.C. si verificò un graduale processo di contrazione dell’abitato, da collegare probabilmente al passaggio dal sistema insediativo di tipo indigeno a quello urbano, riscontrabile in tutta la Daunia. Tale fase sarà accompagnata anche dall'abbandono di alcune delle aree insediative preesistenti e dalla nascita di nuovi nuclei con una concentrazione in un'area ristretta in località Pezze della Chiesa, dove si trovano testimonianze di età ellenistica e soprattutto i monumenti di età romana e medievale.

### Periodo romano: Teanum Apulum
Al termine della Guerra Sociale nell’88 a.C. venne istituito il municipium di Teanum Apulum ed ascritto alla tribù Cornelia.

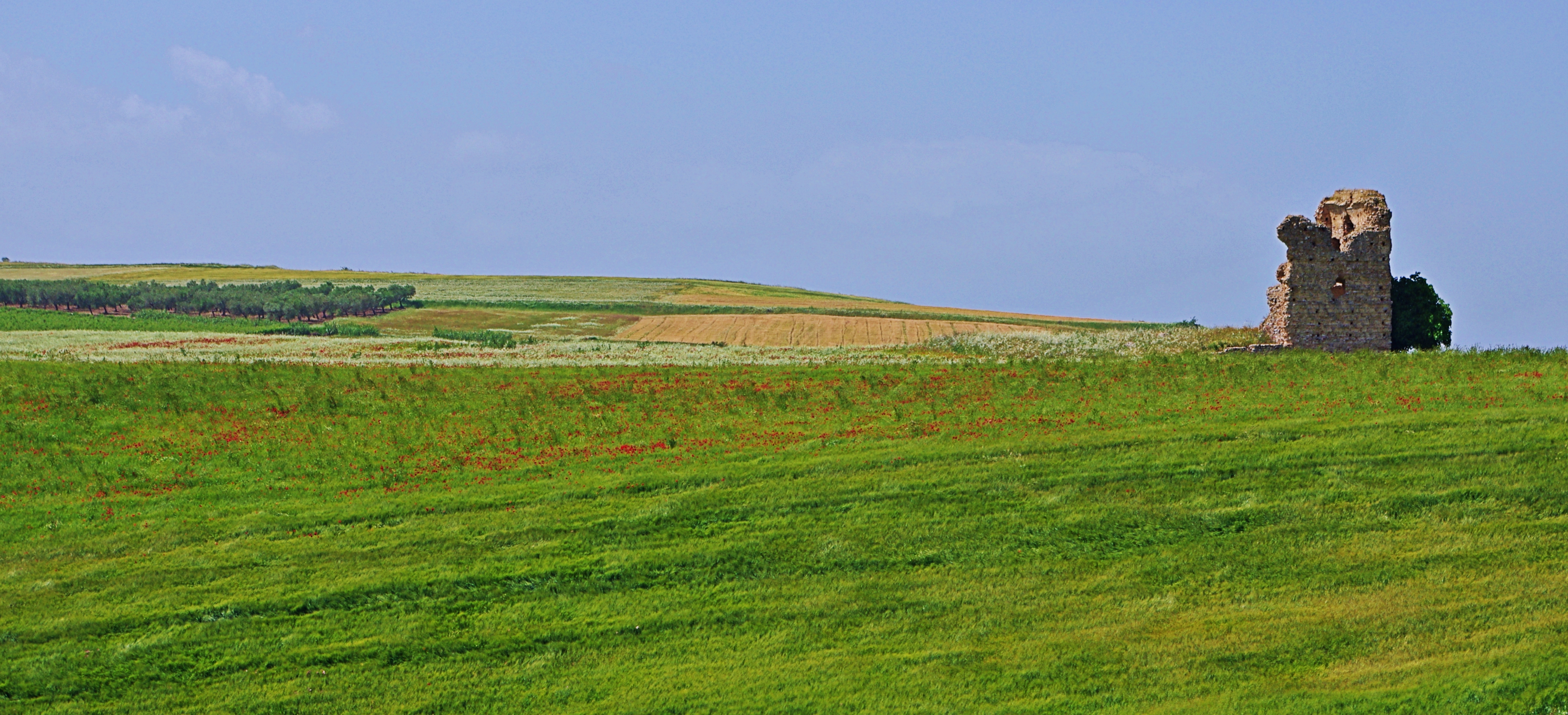
Località Pezze della Chiesa con la Torre o Chiesa di Civitate

“Anche i Teani, essi pure Apuli, si presentarono ai nuovi consoli per chiedere di essere accolti in alleanza, facendosi garanti di pace con il popolo romano in tutta l’Apulia. Con questa presuntuosa promessa gli abitanti di Teano ottennero, sì, una forma di alleanza, ma non alla pari, bensì in condizione di sudditanza del popolo romano”. 
La nuova fase romana comporterà una riorganizzazione urbanistico-monumentale del centro abitato che si concentra nel pianoro compreso tra la Chiesa di Civitate a nord e Pezze della Chiesa a sud.
Il suburbio fu occupato sia da aree cimiteriali e da cippi e stele della prima età imperiale, che da unità abitative-produttive coeve. 
Nel 207 a.C. Gaio Claudio Nerone partì con le sue truppe da Teanum Apulum per congiungersi con le legioni di Marco Livio Salinatore ed insieme sconfissero l’esercito cartaginese di Asdrubale nella Battaglia del Metauro.

### L’epoca imperiale: Civitas Traiana
In seguito ad un periodo di difficoltà sotto il profilo economico causato da calamità e carestie che provocarono anche un progressivo spopolamento, l'imperatore Traiano nel 102 d.C. inviò a Teanum Apulum dei curatori per sorvegliare le finanze municipali.
Traiano fece riedificare la città, che venne ingrandita e resa più bella; fu costruito un ponte in muratura sul fiume Fortore (i cui resti sono tuttora visibili) e venne sostenuto l'incremento della viticoltura e dell'olivicoltura. Queste iniziative diedero nuovo vigore e prosperità a Teanum Apulum, tanto che gli abitanti in segno di riconoscenza verso l'imperatore rinominarono la loro città in Civitas Traiana. Tale denominazione rimase in essere fino alla morte dell'imperatore nel 117 d.C., in seguito alla quale divenne Civitas o Civitate.
Nel III secolo d.C., durante il periodo dell’Anarchia militare, Civitate risulta soggetta direttamente al governatore della provincia perdendo ogni autonomia e subendo depredazioni e decadenza.
In seguito alla caduta dell’impero nel 476 d.C., anche Civitate subì come il resto della penisola le incursioni di varie popolazioni barbariche.

### Civitate nel medioevo e decadenza
Nel VII secolo d.C. Civitate faceva parte del ducato di Benevento sotto la dominazione longobarda. Nel 662 Romualdo duca, figlio di Grimoaldo, fortificò Civitate contro eventuali attacchi bizantini.
A cavallo dell’anno 1000 la città visse un periodo di scontri, invasioni ed insurrezioni in cui a rivaleggiare furono Longobardi e Bizantini di cui Civitate fu roccaforte contro il ducato di Benevento.
Nel 1018 la città venne ricostruita dal Catapano Bojohannes per conto dell’imperatore bizantino Basilio II, venne fortificata con una nuova cinta di mura, dotata di autonomia amministrativa e ripopolata con una numerosa colonia greca. Nella città era presente una borghesia di commercianti.  È a questo periodo che possono ascriversi i resti archeologici maggiormente visibili come dei tratti delle mura di cinta e la “Chiesa”, che costituisce, in realtà, una torre difensiva dell'abitato bizantino.
Nel 1041 i Normanni cominciarono a conquistare territori nel sud Italia e nel 1043 il Parlamento generale dei baroni Longobardi e Normanni istituì la baronia di Civitate, vassalla della Contea di Puglia. Primo conte ne divenne Gualtiero di Civitate, un cavaliere normanno imparentato con la casata Altavilla. Risale a questo periodo (anche se non è possibile individuare con precisione l’anno) l’assegnazione della sede vescovile, che Civitate mantenne fino al 1580.
Il 18 giugno 1053, nei pressi della Piana dell’Ischia situata ai piedi della città, vi si svolse la battaglia di Civitate, che vide contrapposti i Normanni di Umfredo d'Altavilla e un esercito di Suebi, Italici e Longobardi coalizzati da Papa Leone IX. L'esito della battaglia fu decisivo per le sorti del sud Italia: dopo un periodo di prigionia il Papa riconobbe le conquiste dei Normanni avvenute fino ad allora dando avvio alla conquista normanna dell'Italia meridionale.
Nel 1228, mentre Federico II partiva per la crociata in Terra santa, Civitate insieme a molte altre città decise di schierarsi con la chiesa ribellandosi all’imperatore. Questa scelta rappresenterà un passaggio significativo nel declino di Civitate, che dopo essere stata riconquistata da Federico II nel 1229 venne devastata e privata delle sue fortificazioni.
Altro episodio che contribuì al progressivo spopolamento è da individuare nel trasferimento di svariate famiglie di Civitate nella nascente Manfredonia fondata nel 1256 per volere di Manfredi figlio di Federico II.
Questi eventi, uniti alla crisi socio-economica del XIII-XIV secolo che colpì tutto il meridione, decretarono la decadenza di Civitate creando le premesse per il suo definitivo abbandono.

## Ritrovamenti archeologici e rovine
La stratificazione delle culture e delle popolazioni che si sono insediate in questa area nel corso dei secoli ha lasciato un patrimonio di inestimabile valore che è conosciuto solo parzialmente, dalle tombe del periodo di Tiati agli edifici e ai manufatti della città romana, fino alla “Torre di Civitate” le cui rovine sono ancora ben visibili. I rinvenimenti sono stati spesso il frutto di eventi accidentali, non essendo stato mai condotto in maniera sistematica e scientifica uno scavo volto a individuare e tutelare i tesori del passato che per questo sono diventati oggetto privilegiato dei “tombaroli”. Tanto la riscoperta occasionale del patrimonio archeologico locale quanto lo scavo clandestino sistematico hanno determinato in questi decenni un pesante, ed in certi casi irreversibile, depauperamento della stratificazione storica e dei suoi documenti, saccheggiati per essere destinati ad un fiorente mercato antiquario illegale. La situazione è stata aggravata dalla totale assenza di una politica del territorio che ne permettesse, se non una gestione effettiva, almeno una salvaguardia parziale, integrando le esigenze del presente con la tutela e la valorizzazione della sua dimensione culturale.

### Principali ritrovamenti del periodo preromano

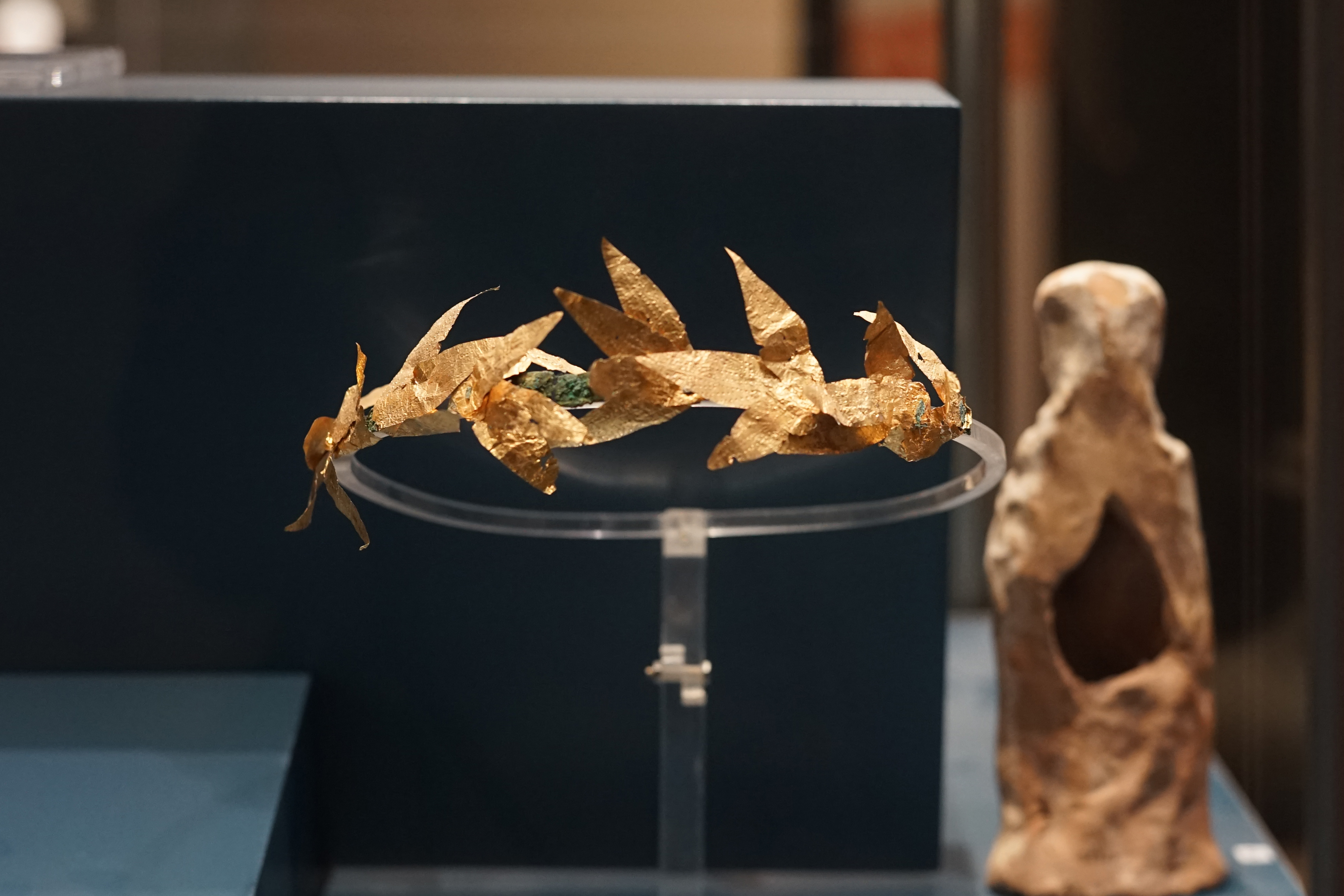
Corona d'oro a foglie di ulivo e bronzo rinvenuta nella tomba degli Ori, III sec. a.C. - Tiati

Lungo i percorsi stradali attraversanti o limitrofi all’insediamento si è riscontrata la presenza di luoghi di culto. Tra essi, va segnalato il Santuario del Regio Tratturo, oggetto di scavi archeologici e ricadente entro il tracciato del Regio Tratturo L'Aquila-Foggia in località Mezzana-Tratturo. Il santuario presentava una forma rettangolare, preceduto da un vestibolo d’ingresso con colonna centrale e due semicolonne sulla fronte. Le fondazioni dell’edificio erano in ciottoli e tegole (in corrispondenza degli angoli) mentre l’alzato era in materiale deperibile. La copertura a doppio spiovente con tegole e coppi era decorata con antefisse del tipo ‘etrusco-campano’ riferibili al V secolo a.C. Risalente ad una fase diversa dell’edificio (IV secolo a.C.), invece, è un mosaico di ciottoli fluviali disposti in modo da creare un motivo a rombi consecutivi.
Al III secolo a.C., inoltre, risale la Tomba degli Ori scoperta nel 1952, composta da un'unica camera a sezione triangolare con pareti realizzate in conci di pietra arenaria, intonacate. La tomba ospitava tre individui, due adulti ed un bambino. Al corredo funerario appartengono due corone in oro, un anello in oro con castone, un balsamario in argento, due anfore da trasporto, due lucerne, due kyathos di stile geometrico.
Altro rinvenimento significativo di questa tipologia è la Tomba dei capitelli ionici, anch’essa a camera, posta a circa 90 m di distanza da quella degli Ori. La sepoltura era caratterizzata da una struttura monumentale ancora più imponente: la camera presentava al centro due pilastri terminanti con capitelli ionico-tuscanici ed era contraddistinta da una raffinata decorazione pittorica riferibile alla seconda metà del IV secolo a.C. Essa ha restituito numerosi reperti, tra i quali spiccano unguentari portaprofumi in alabastro, uno scaraboide in calcedonio con l’incisione di un grifone rampante, oggetti di ornamento personale in bronzo, nonché vasi di varie forme e dimensioni per il banchetto.

### Reperti e ritrovamenti di epoca romana
L’influenza del periodo romano è testimoniata da alcuni ruderi di epoca imperiale tra cui:
Il “Torrione”. Questo dovrebbe essere il nucleo di un monumento o di una tomba originariamente rivestito di lastre di pietra o di marmo.

L'Anfiteatro. Si sviluppa planimetricamente in quattro settori scanditi da quattro ingressi organizzati secondo gli assi. Era composto dall’ “Arena”, posta al centro dell’anfiteatro, coperta di sabbia e della superficie di circa mq. 1.890, e dalla “Cavea”, gradinate disposte in file concentriche attraversate da corridoi radiali, in legno o in muratura, destinate ad accogliere gli spettatori. Aveva una superficie di circa mq. 1.400 e ospitava tra i 6.000 e 8.000 spettatori.

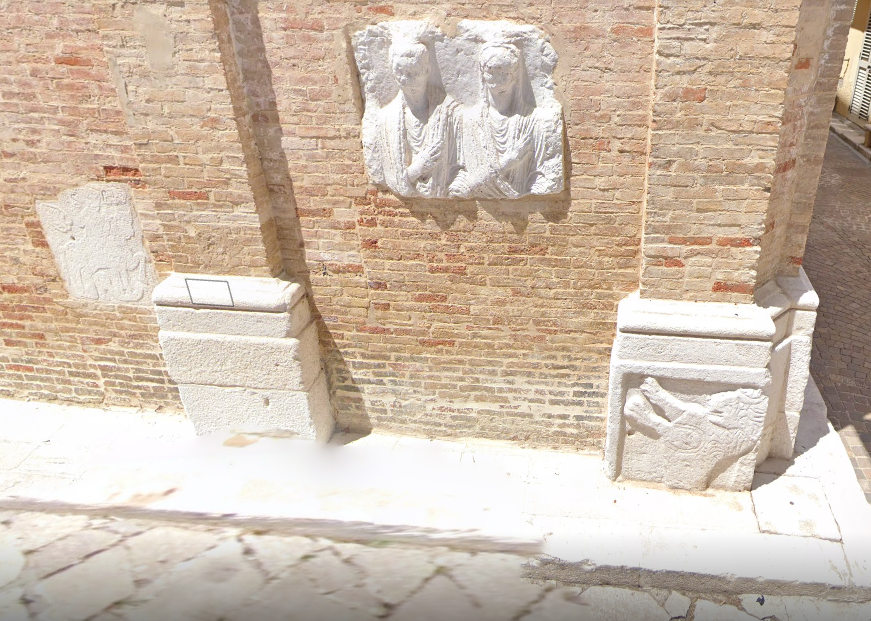
Dettaglio dei reperti provenienti da Civitate sulla facciata della Chiesa di San Nicola a San Paolo di Civitate

Ad alcune centinaia di metri dai resti della Torre di Civitate sono venuti alla luce elementi architettonici di un edificio di notevoli dimensioni che potrebbe essere una Basilica con basi di colonne di tipo attico e capitelli di pietra calcarea bianca. Sempre nella stessa zona è stata parzialmente messa in luce una costruzione di età imperiale in laterizio che presentava una parte absidata al centro della quale vi era un basamento di dimensioni importanti. In prossimità di tali rinvenimenti è stata individuata una strada pavimentata con mattoni disposti di taglio e su uno dei due lati un pavimento a mosaico formato da tessere di terracotta. L’orientamento di queste strutture fa pensare facciano riferimento ad una zona centrale della città e la presenza di un grande edificio pubblico e di quello absidato addirittura potrebbe indicare che quegli edifici fossero in prossimità del foro.
Altri segni del periodo romano sono l'ormai distrutto ponte sul fiume Fortore di cui affiorano nel greto del fiume nei periodi di secca alcune strutture in muratura e i resti di strutture connessi al passaggio della strada sul fiume nei pressi della Taverna di Civitate. È comunque generalmente difficile rinvenire testimonianze significative di palazzi e costruzioni di Teanum perché questi vennero utilizzati come materiali prima per l’edificazione di Civitate e poi per quella di San Paolo di Civitate, soprattutto per la ricostruzione avvenuta dopo il Terremoto della Capitanata del 1627. Dei resti delle costruzioni del periodo romano sono rinvenibili in alcuni edifici del centro abitato di San Paolo di Civitate, come la facciata della chiesa di San Nicola e in quella della chiesa di Sant’Antonio da Padova.

### Le fortificazioni bizantine
La “Torre di Civitate” o “Chiesa di Civitate” è un rudere che testimonia il periodo della città fortificata eretta dal Catapano Bojoannes. La torre presenta elementi distintivi tipici delle costruzioni realizzate per scopi difensivi di quel tempo. L’edificio doveva far parte di un nucleo architettonico più articolato. Si è potuto individuare, poi, una fase di restauro probabilmente realizzata in età Tardomedievale, nell’ambito forse di una riqualificazione in senso residenziale. Il rinvenimento di intonaci decorativi, per la loro conformazione, ha infine suggerito l’ipotesi di un’ulteriore rifunzionalizzazione dell’edificio, forse anche in senso religioso. Questa eventualità potrebbe giustificare l’origine del toponimo della località “Pezze della Chiesa”.

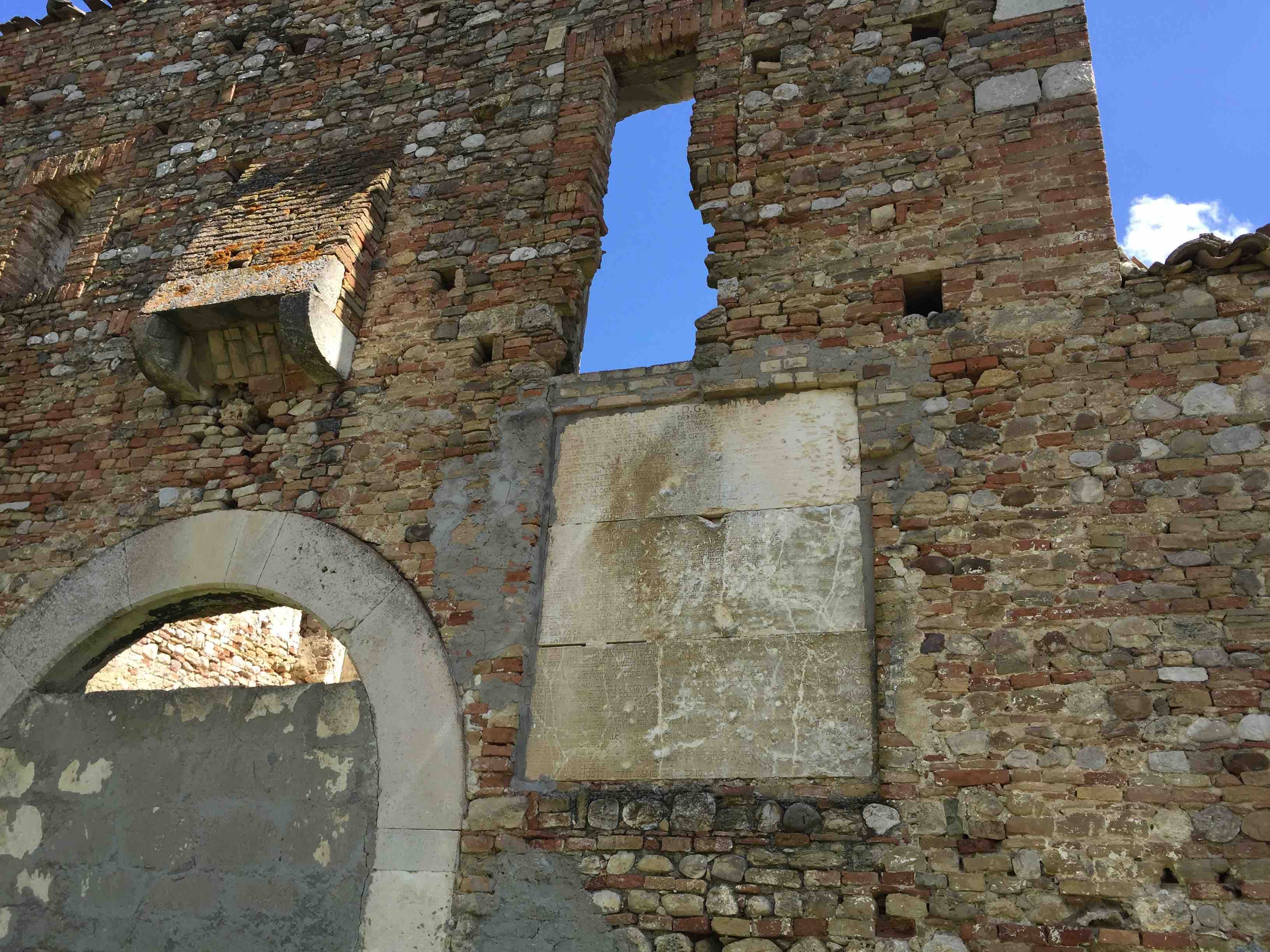
Dettaglio dell’iscrizione con le indicazioni dei pedaggi, presente sulla facciata della Taverna di Civitate

### Taverna di Civitate
Ubicata sulla riva destra del Fortore al di fuori dell’area archeologica principale nell’attuale località Santuario Madonna del Ponte, la “taverna” o “posta” o “dogana” di Civitate fa parte di quelle strutture a ridosso del passaggio sul fiume Fortore che, nei secoli a partire dal ponte romano in poi, sono state edificate in funzione dell’attraversamento sul fiume che in quel punto era possibile effettuare.
La struttura rappresenta un importante punto-tappa del Tratturo Regio L’Aquila-Foggia, costruito inizialmente con la funzione di caserma. Qui alloggiavano le guardie che svolgevano attività di vigilanza e riscuotevano la ‘fida’ dai pastori. In seguito fu trasformata in Posta, luogo di riposo e di ristoro per i viandanti, e infine utilizzata come Stazione della Dogana della Mena delle pecore durante la transumanza. 
Accanto al portale è murata un’iscrizione del 1731 su tre pannelli sovrapposti di pietra arenaria che riporta i pedaggi da esigere per i pastori e gli armenti in transito. Sono richiesti, ad esempio, tre carlini per il passaggio di ogni centinaio di castrati, pecore, cani e porci; la cifra sale a cinque carlini per ogni centinaio di animali vaccini, come vacche e bufale. Un tornese è richiesto per ogni "salma di fiche, cetrangole e cipolle" e per ogni carro carico di pane, grano e olio.